# Isabel García Mellado
Isabel García Mellado (Madrid, 1977) es una poeta española. Actualmente, desligada de su labor poética, se desempeña en el campo del arte con el nombre de India Toctli.

## Trayectoria
Entre sus poemarios se encuentran 'Tic tac, toc toc', 'Cómo liberar tigres Blancos’, ‘La traductora de incendios’, ‘Yo también soy Frida Slaw’, ‘La selva dentro’ y la plaquette ‘Porque sabe reírse’.
Ha participado en diversas antologías, en festivales de poesía como PoeMAD o Eñe, y sus poemas han sido recogidos por publicaciones como Cuadernos Hispanoamericanos o Ritmo 25, de la Universidad Nacional Autónoma de México. 
En 2014, fue una de las poetas entrevistadas por de Sofía Castañón en el documental "Se dice poeta", en el que se abordaba la relación entre la poesía, la crítica y la difusión de las obras, y en el que, además de García Mellado, se recogía el punto de vista de Alba González Sanz, Vanessa Gutiérrez, Carmen Camacho, Erika Martínez, Sonia San Román, Carmen Beltrán, Martha Asunción Alonso, Miriam Reyes, Laia López Manrique, Luci Romero, Teresa Soto González, Vanesa Pérez-Sauquillo, Elena Medel, Estíbaliz Espinosa, María Couceiro, Yolanda Castaño, Sara Herrera Peralta, Laura Casielles, Ana Gorría y Sara Gallardo.

## Reconocimientos
En 2015, fue reconocida con el LXII Premio de poesía Ciudad de Burgos por su poemario La casa de la cruz, estando el jurado compuesto por el escritor Felipe Benítez Reyes, por Benjamín Prado, Diego Doncel, Jesús García Sánchez y José Manuel Gómez.

### Poesía
- "Tic tac, toc toc” (Ya lo dijo Casimiro Parker, 2009)
- "Cómo liberar tigres Blancos" (Ya lo dijo Casimiro Parker, 2010)
- "La traductora de incendios" (Valparaíso Ediciones, 2014)
- "Yo también soy Frida Slaw" (Ediciones LeTour 1987, 2015)
- "Porque sabe reírse" (Ediciones Deliciosas, 2015)
- "La selva dentro" (Ediciones del 4 de agosto de 2015)
- "La casa de la cruz" (Editorial Visor, 2016)

### Antologías
- "Erosionados" (Origami, 2013)
- “El descrédito” (Lupercalia, 2013)
- "Bukowski club. Antología Poética" (Canalla Ediciones, 2012)
- "Por donde pasa la Poesía" (Baile del Sol, 2011)
- “Heterogéneos” (Escalera, 2011)
- “Poetas en los Jacintos” (Zoográfico, 2011)
- “2000 mg” (Zoográfico, 2010)
- “El Tejedor en...Madrid”(L.U.P.I., 2010)
- Jam Session de Poesía 06-08” (Escalera, 2008).